# Porter Wayne and Dolly Rebecca
Porter Wayne and Dolly Rebecca è un album in studio collaborativo dei cantanti statunitensi Porter Wagoner e Dolly Parton, pubblicato nel 1970.

## Tracce
Side 1
1. Forty Miles from Poplar Bluff – 2:47 (Frank Dycus)
2. Tomorrow Is Forever – 2:45 (Dolly Parton)
3. Just Someone I Used to Know – 2:21 (Jack Clement)
4. Each Season Changes You – 2:30 (Ruth Talley)
5. We Can't Let This Happen to Us – 2:07 (Dorothy Jo Hope)
6. Mendy Never Sleeps – 2:05 (Parton)

Side 2
1. Silver Sandals – 2:37 (Parton)
2. No Love Left – 2:00 (Bill Owens)
3. It Might As Well Be Me – 2:12 (Parton, Hope)
4. Run That by Me One More Time – 2:18 (Parton)
5. I'm Wasting Your Time and You're Wasting Mine – 2:21 (Parton)